# Tseraskiy (cràter)
Tseraskiy és un cràter d'impacte pertanyent a la cara oculta de la Lluna. Es troba al nord-nord-est de l'enorme plana emmurallada del cràter Planck, i al sud-est del cràter Pauli. A l'est-nord-est de Tseraskiy es localitza Crocco. Rep el seu nom en honor de l'astrònom soviètic Witold Ceraski (en algunes publicacions el nom del cràter apareix escrit com Ceraski).

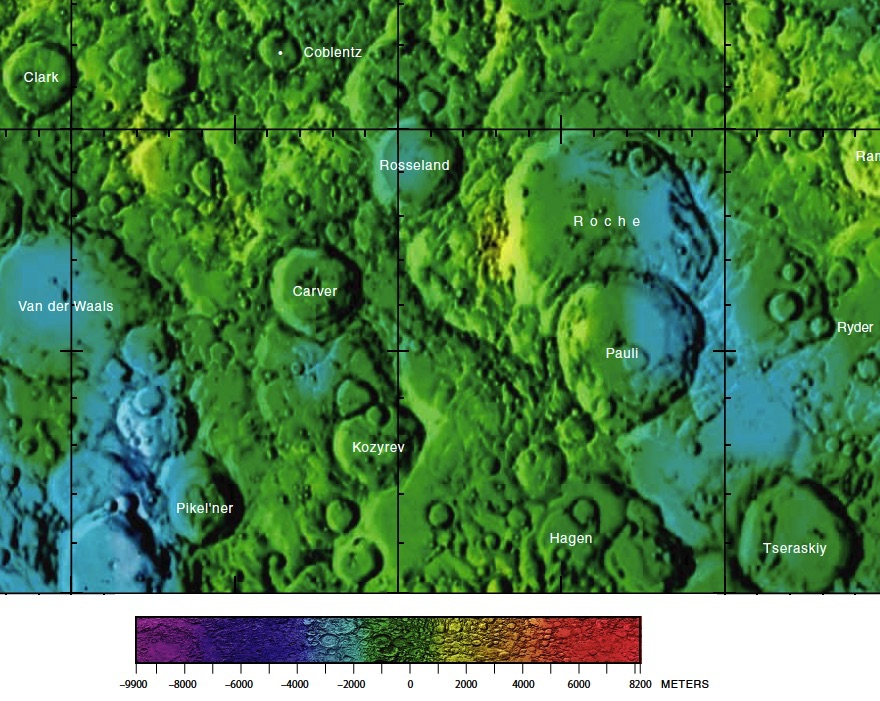
Localització de Tseraskiy (vora inferior dreta de la imatge)
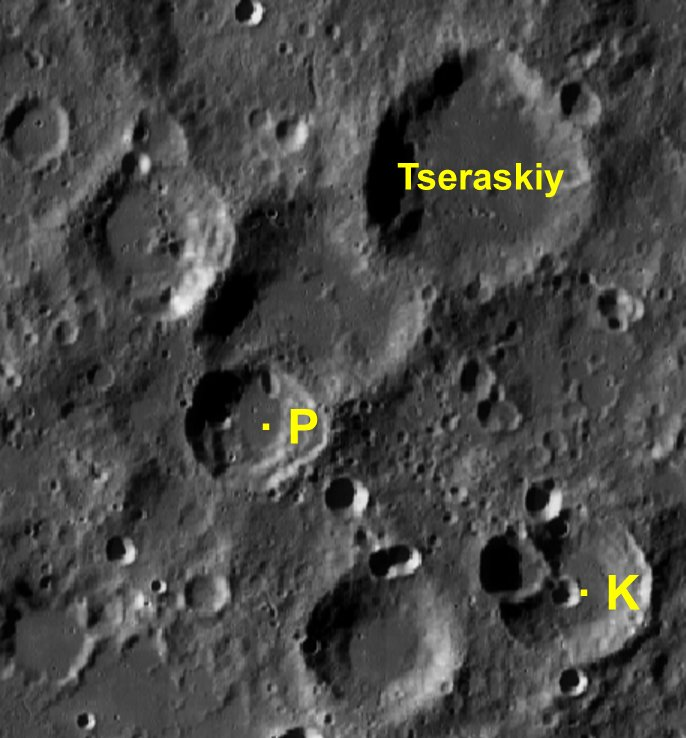
Cràters satèl·lit

És una formació de cràters erosionada, amb la vora exterior desgastada fins a formar una cresta aproximadament circular amb vores arrodonides. Aquest cràter se superposa a un altre cràter més antic situat al costat sud-oest. Un petit cràter jeu a l'exterior de la vora a nord-est, i el sòl interior és relativament pla, tot i que marcat per diversos cràters petits particularment en la seva meitat occidental.

## Cràters satèl·lit
Per convenció aquests elements són identificats en els mapes lunars posant la lletra en el costat del punt central del cràter que està més proper a Tseraskiy.
| Tseraskiy | Coordenades                            | Diàmetre |
| --------- | -------------------------------------- | -------- |
| K         | 53° 00′ S, 144° 36′ E / 53.0°S,144.6°E | 45 km    |
| P         | 51° 18′ S, 139° 36′ E / 51.3°S,139.6°E | 33 km    |